# Laura Kate Dale
Laura Kate Dale   (Bournemouth, dècada del 1990) és periodista de videojocs, escriptora i activista britànica. És famosa per escriure sobre el col·lectiu transgènere i autista en relació amb els videojocs, i per les seues filtracions sobre la indústria dels videojocs. Molts temes seus aborden l'accessibilitat per a jugadors discapacitats i representació LGBTQ+.

## Biografia
Dale ha treballat en el lloc de jocs Destructoid. També fou editora de notícies del lloc de jocs Kotaku UK durant quasi dos anys, i d'ençà del 2019 es dedica a altres projectes. També ha escrit per a The Guardian.
És coneguda per les seues filtracions de videojocs, com l'existència d'Until Dawn: Rush of Blood el 2015 i PlayStation 4 Slim el 2016. També filtrà detalls sobre Nintendo Switch i Mario + Rabbids Kingdom Battle.
El 2015 la inclogueren en la llista 30 Under 30 de MCV. El mateix any fou finalista dels Games Media Awards 2015 Rising Star de MCV. El 2019 fou finalista dels MCV Women in Games Awards.

## Activisme
Col·laborà amb l'exfundador de Trans Rights Collective UK (dissolt el 2020), Felix Fern, per a organitzar una protesta de drets trans al Downing Street, a Londres, el 6 d'agost de 2021, instant el govern a implementar drets i igualtat per a les persones transgènere i no binàries al Regne Unit. Una llista d'oradors, inclosos destacats activistes trans com Fox Fisher, Roz Kaveney i Dale hi participaren. A més, també hi havia l'activista britànic de drets humans Peter Tatchell.

## Vida personal
Dale està casada amb la presentadora de podcasts Jane Magnet. Juntes copresenten el podcast Queer & Pleasant Strangers. La parella, entusiastes dels trens, es casà a l'agost de 2021 en un tren Avanti West Coast després de guanyar un concurs per a unes noces en tren. Havien planejat la unió abans, però l'ajornaren per la pandèmia de COVID-19 i pel requisit d'obtenir un Certificat de Reconeixement de Gènere per a poder casar-se com a dona.